# Personaggi di Dark
Questa voce contiene un elenco dei personaggi presenti nella serie televisiva Dark.

## Famiglia Kahnwald

### Jonas Kahnwald
Protagonista della serie, figlio di Michael e Hannah. 
Nel 2019, Jonas è un ragazzo di sedici anni la cui vita viene sconvolta dall’improvviso suicidio del padre: per lo shock va incontro ad un crollo psicologico che lo porterà a venire ricoverato in una clinica psichiatrica per alcuni mesi. In seguito assiste alla scomparsa del piccolo Mikkel Nielsen, fratello di Martha, sua coetanea di cui è innamorato. Il ragazzo si ritrova presto coinvolto nei misteriosi avvenimenti che hanno luogo a Winden, scoprendo essere sede di viaggiatori del tempo, nonché luogo di innesco di un’Apocalisse che avverrà nel 2020. Jonas viaggerà nel tempo nel tentativo di impedire l’Apocalisse e la morte delle persone a lui care. Scoprirà che Mikkel si è perso nell’anno 1986 e che crescerà col nome di Michael, fino a diventare il padre dello stesso Jonas. Questa scoperta metterà in crisi il suo rapporto con Martha, sapendo ora che si tratta di sua zia.
Trentatré anni più tardi, Jonas è un viaggiatore del tempo di mezza età, proveniente dall’apocalittica Winden del 2052. Raggiunge il 2019 senza rivelare il suo nome (verrà dunque identificato come lo Straniero) e tramite le conoscenze acquisite nel corso degli anni cercherà di impedire l’Apocalisse. Proverà inoltre a riavvicinarsi a Martha di cui è ancora innamorato.
Altri trentatré anni dopo, Jonas è un uomo anziano orrendamente sfigurato per via dell’effetto deleterio che i viaggi nel tempo hanno avuto sulla sua salute. Conosciuto col nome di Adam, è a capo della setta Sic Mundus che controlla i viaggi nel tempo a Winden, con sede nel 1921.
Jonas è interpretato da Louis Hofmann (ragazzo), Andreas Pietschmann (adulto), Dietrich Hollinderbäumer (anziano) e Jonas Gerzabek (bambino), ed è doppiato in italiano da Stefano Broccoletti (ragazzo) e Christian Iansante (adulto e anziano).

### Michael Kahnwald
Vedi Mikkel Nielsen.

### Hannah Kahnwald
Nata Hannah Krüger, è la madre di Jonas e la moglie di Michael.
Nel 1986, Hannah è una studentessa liceale, amica di Katharina Albers e del fidanzato di quest’ultima, Ulrich Nielsen. Segretamente innamorata di Ulrich, al punto da esserne ferocemente ossessionata, in un impeto di gelosia lo denuncerà alla polizia di violenza sessuale ai danni di Katharina.
Nel 2019 lavora come massaggiatrice. Dopo il suicidio del marito Michael, Hannah intraprende una relazione con Ulrich, nonostante egli sia sposato con Katharina. Ulrich la abbandona in seguito alla scomparsa del figlio Mikkel e tronca definitivamente i rapporti con lei dopo aver scoperto che fu Hannah a farlo arrestare per stupro. Per vendicarsi, Hannah inizia a ricattare l’uomo più potente di Winden, Alexander Tiedemann, affinché si adoperi a rovinare la vita di Ulrich.
Hannah è interpretata da Ella Lee (ragazza) e Maja Schöne (adulta), ed è doppiata in italiano da Chiara Fabiano (ragazza) e Benedetta Degli Innocenti (adulta).

### Ines Kahnwald
Madre adottiva di Michael e nonna di Jonas.
Nel 1953, Ines è una ragazzina, figlia del capo della polizia Daniel Kahnwald. Nel 1986 è un’infermiera dell’ospedale di Winden. Si affeziona al piccolo Mikkel, bambino apparentemente comparso dal nulla, ricoverato nell’ospedale in cui Ines lavora e che afferma di provenire dal futuro. Non credendogli, riesce a diventare sua madre adottiva e cambia il suo nome in Michael. Durante i primi tempi, Ines terrà il bambino sotto controllo mettendogli di nascosto dei tranquillanti nel cibo.
Nel giugno 2019, Michael si suicida. Dopo la morte di Michael, Ines si isola, tagliando i rapporti con il nipote e la nuora. 
Ines è interpretata da Lena Urzendowsky (bambina), Anne-Ratte-Polle (adulta) e Angela Winkler (anziana), ed è doppiata in italiano da Chiara Angeletti (bambina) e Aurora Cancian (adulta e anziana).

### Daniel Kahnwald
Padre di Ines Kahnwald, è il capo della polizia di Winden negli anni 1953 e 1954. Durante questo periodo Daniel indagherà sui misteriosi avvenimenti che avranno luogo a Winden, tra cui la comparsa di due bambini morti nei pressi della centrale nucleare e la sparizione del piccolo Helge Doppler.  
Daniel è interpretato da Florian Panzner.

## Famiglia Nielsen

### Ulrich Nielsen
Marito di Katharina e padre di Magnus, Martha e Mikkel.
Nel 1986, Ulrich è un liceale fidanzato con la coetanea Katharina Albers, insieme alla quale è spesso dedito ad atti di bullismo nei confronti della compagna di scuola Regina. La sua vita viene sconvolta dalla scomparsa del fratello tredicenne Mads che non verrà mai più ritrovato. In seguito viene ingiustamente accusato di aver stuprato Katharina, ma viene scagionato grazie alla testimonianza della ragazza stessa.
Nel 2019, Ulrich svolge la professione di poliziotto. Sposato con Katharina, tradisce la moglie con la loro amica di infanzia Hannah Kahnwald, inconsapevole che fu lei stessa, in un impeto di gelosia, a denunciarlo trentatré anni prima. Ulrich indaga sulla misteriosa scomparsa di diversi ragazzini a Winden. Nel novembre 2019, anche il suo figlio più giovane, Mikkel, scompare e, poco tempo dopo, viene ritrovato il cadavere sfigurato, ma perfettamente conservato, di un ragazzino che egli sospetta essere suo fratello Mads. In seguito, Ulrich entra nelle grotte di Winden, nei pressi delle quali il fratello e il figlio sono scomparsi. Emerge nel 1953, dove incontra il piccolo Helge Doppler. Sapendo che in qualche modo Helge da adulto sarà coinvolto nella scomparsa dei ragazzini di Winden, Ulrich cerca di uccidere il bambino, fallendo e venendo arrestato.
Trentaquattro anni più tardi un Ulrich anziano è presente nel manicomio di Winden. Non avendo mai rivelato il proprio nome, è noto nella struttura semplicemente come l’Ispettore.
Ulrich è interpretato da Ludger Bökelmann (ragazzo), Oliver Masucci (adulto) e Winfried Glatzeder (anziano), ed è doppiato in italiano da Alex Polidori (ragazzo) e Massimo Lodolo (adulto e anziano).

### Katharina Nielsen
Nata Katharina Albers, è la moglie di Ulrich e madre di Magnus, Martha e Mikkel.
Nel 1986, Katharina è una studentessa liceale, fidanzata con Ulrich Nielsen e amica di Hannah Krüger. Vive con sua madre Helene, dalla quale subisce abusi fisici e psicologici. Insieme ad Ulrich è spesso dedita ad atti di bullismo ai danni della loro compagna di scuola, Regina.
Nel 2019, Katharina è preside del liceo di Winden. È sposata con Ulrich, il quale però la tradisce con Hannah. Dopo la sparizione del figlio Mikkel e in seguito di Ulrich stesso, Katharina ha un crollo psicologico e investe ogni sua energia nell’indagare sulla loro scomparsa, trascurando al contempo i figli rimasti.
Katharina è interpretata da Nele Trebs (ragazza) e Jördis Triebel (adulta), ed è doppiata in italiano da Ludovica Bebi (ragazza) e Sabrina Duranti (adulta).

### Magnus Nielsen
Magnus è il figlio maggiore di Ulrich e Katharina e fratello di Martha e Mikkel. 
Nel 2019 è uno studente liceale ed è innamorato della sua compagna di scuola Franziska Doppler. Un anno dopo la misteriosa scomparsa di suo fratello e suo padre, Magnus indaga nelle grotte di Winden insieme a sua sorella e a Franziska, fino a scoprire l’esistenza dei viaggi temporali.
Nel 1921 è presente un Magnus trentatré anni più anziano, membro del Sic Mundus, la setta che controlla i viaggi nel tempo a Winden.
Magnus è interpretato da Moritz Jahn (ragazzo) e Wolfram Koch (adulto), ed è doppiato in italiano da Simone Veltroni (ragazzo) e Alessandro Budroni (adulto).

### Martha Nielsen
Martha è la secondogenita di Ulrich e Katharina e sorella di Magnus e Mikkel.
Martha è una studentessa liceale appassionata di teatro. Nel giugno 2019, Martha e Jonas Kahnwald si accorgono di essere innamorati, ma il suicidio del padre di lui arresta la loro storia d’amore sul nascere. Nel novembre 2019, Martha è fidanzata con Bartosz Tiedeman, ma presto si riavvicina a Jonas. La vita di Martha peggiora drasticamente, con la sparizione improvvisa di suo fratello Mikkel e in seguito di suo padre, e il crollo psicologico di sua madre. Viene inoltre abbandonata da Jonas apparentemente senza motivo: il ragazzo ha in realtà scoperto che Mikkel è rimasto intrappolato nel passato, dove è cresciuto fino a diventare suo padre, cosa che fa di Martha la zia di Jonas.
In una realtà alternativa, Martha diventa una viaggiatrice temporale e interdimensionale, e cerca di impedire l’Apocalisse che devasta entrambi i mondi. Da anziana cambierà il suo nome in Eva e diventerà il capo della società segreta chiamata Erit Lux, che ha il controllo sui i viaggi nel tempo nella realtà alternativa.
Martha è interpretata da Lisa Vicari (ragazza), Nina Kronjäger (adulta), Barbara Nüsse (anziana) e Luna Arwen Krüger (bambina), ed è doppiata in italiano da Veronica Puccio (ragazza), Francesca Fiorentini (adulta) e Lorenza Biella (anziana).

### Mikkel Nielsen
Figlio minore di Ulrich e Katharina e fratello di Magnus e Martha.
Mikkel è un ragazzino di undici anni, col sogno di diventare un prestigiatore. Il 4 novembre 2019, scompare nelle grotte di Winden, ritrovandosi catapultato trentatré anni indietro nel tempo. Ricoverato in ospedale, suscita l’affetto dell’infermiera Ines Kahnwald, la quale lo adotta, cambiandogli il nome in Michael. Il bambino non riesce a convincerla quando afferma di provenire dal futuro, e la donna cercherà di sabotare eventuali tentativi di allontanarsi da lei, somministrandogli di nascosto dei tranquillanti. 
Nel 2019, Michael Kahnwald è diventato un pittore, è sposato con Hannah Krüger e ha da lei un figlio adolescente, Jonas. Vive ancora a Winden, che adesso è abitata anche dal se stesso bambino. La notte del 20 giugno 2019, Michael si impicca, dopo aver spedito alla madre adottiva una lettera nella quale ribadisce di essere Mikkel Nielsen, lasciando scritto sulla busta che la lettera dovrà essere aperta il 4 novembre (ovvero la data in cui Mikkel scomparirà) e poi spedita a suo figlio Jonas.
Mikkel è interpretato da Daan Lennard Liebrenz (bambino) e Sebastian Rudolph (adulto), ed è doppiato in italiano da Gabriele Meoni (bambino) e Alberto Bognanni (adulto).

### Agnes Nielsen
Madre di Tronte, nonna di Ulrich e sorella di Noah. 
Nata a Winden nel 1910, Agnes si ritrova presto a far parte della setta di viaggiatori temporali Sic Mundus, di cui fanno parte anche i suoi genitori e il fratello.
Dopo un lungo periodo lontana da Winden, nel novembre 1953, Agnes torna nel suo paese d’origine insieme al figlio Tronte. La donna è molto vaga con chi le chiede chi sia il padre di Tronte, raccontando solo che era un prete e che è deceduto. I due affittano una stanza nella grande casa dei Tiedemann, e Agnes instaura una relazione clandestina con la padrona di casa, Doris. Manterrà rapporti ambigui con il Sic Mundus, prima aiutando l’anziana Claudia Tiedemann a contrastarlo e poi tornando a farne parte.
Agnes è interpretata da Helena Pieske (bambina) e Antje Traue (adulta), ed è doppiata in italiano da Irene Di Valmo (adulta).

### Tronte Nielsen
Figlio di Agnes, marito di Jana e padre di Ulrich e Mads.
Tronte nasce nel 1941 e passa l’infanzia in un collegio, dove subisce frequenti maltrattamenti. Nel novembre del 1953, Tronte e sua madre Agnes giungono nella città natale di lei, Winden. I due prendono in affitto una stanza nella grande casa dei coniugi Tiedemann, e Tronte inizierà a flirtare con la figlia dei Tiedemann, Claudia. Nel frattempo si sentirà attratto anche da un’altra sua coetanea, Jana.
Nel 1986, Tronte svolge la professione di giornalista, è sposato con Jana e ha due figli, Ulrich e Mads. Tuttavia, tradisce la moglie con Claudia, ed è in compagnia di quest’ultima la notte in cui suo figlio minore Mads scompare misteriosamente.
Il 4 novembre 2019, Tronte viene chiamato da Peter Doppler, il quale, mentre si trovava nel bunker di suo padre, ha visto il cadavere del piccolo Mads materializzarsi dal nulla. Dopo l’arrivo di Tronte nel bunker, i due vengono raggiunti dall’anziana Claudia, divenuta viaggiatrice del tempo, che li esorta a seguire le sue indicazioni, tra cui spostare il cadavere di Mads nel bosco dove sarà ritrovato, affinché le predizioni scritte nel suo diario si avverino.
Tronte è interpretato da Joshio Marlon (ragazzo), Felix Kramer (adulto) e Walter Kreye (anziano) ed è doppiato in italiano da Francesco Aimone (ragazzo) ed Eugenio Marinelli (adulto e anziano).

### Jana Nielsen
Moglie di Tronte e madre di Ulrich e Mads.
Nel 1953, Jana è una timida ragazzina che passa le sue giornate con le sue amiche Claudia e Ines. Nel 1954 inizia a flirtare con il coetaneo Tronte Nielsen, che ella contende con Claudia.
Nel 1986, Jana è sposata con Tronte e ha due figli, Ulrich e Mads. Il marito, tuttavia, tradisce Jana con Claudia. Il 9 ottobre, Mads scompare e Jana ha un crollo psicologico. Il ragazzino non verrà mai più ritrovato e, un anno dopo, Jana umilia Tronte rivelando a tutti che il marito si trovava da Claudia la notte in cui Mads scomparve.
Nel 2019, Jana è ancora sposata con Tronte. Il 4 novembre, il figlio minore di Ulrich, Mikkel, scompare misteriosamente. Jana fornisce indizi al figlio, notando le similitudini tra le circostanze in cui il figlio e il nipote sono scomparsi.
Jana è interpretata da Rike Sindler (ragazza), Anne Lebinsky (adulta) e Tatja Seibt (anziana), ed è doppiata in italiano da Rachele Paolelli (adulta) e Sonia Scotti (anziana).

## Famiglia Doppler

### Peter Doppler
Figlio di Helge, marito di Charlotte e padre di Franziska ed Elisabeth.
Peter cresce lontano da Winden insieme alla madre, che però morirà nel 1987, quando lui è solamente un ragazzo. Si trasferirà dunque a Winden, dove vive il padre Helge, che non ha mai conosciuto. Da adulto Peter diventerà uno psicoterapeuta e sposerà la prima persona che ha incontrato a Winden, Charlotte, e avrà da lei due figlie, Franziska ed Elisabeth.
Nel 2019, il matrimonio con Charlotte è in crisi perché Peter la tradisce con una prostituta transessuale, Bernadette: Charlotte è consapevole di ciò e i due dormono in stanze separate. Peter è tormentato dai sensi di colpa, anche a causa della sua forte religiosità. Il 4 novembre 2019, mentre si trova nel bunker di suo padre, Peter assiste all’apparizione del cadavere di un bambino scomparso nel 1986, Mads Nielsen. Da questo momento si ritroverà coinvolto nei misteriosi eventi che hanno luogo a Winden.
Peter è interpretato da Pablo Striebeck (ragazzo) e Stephan Kampwirt (adulto), ed è doppiato in italiano da Stefano Benassi (adulto).

### Charlotte Doppler
Moglie di Peter e madre di Franziska ed Elisabeth.
Charlotte cresce a Winden con suo nonno, l’orologiaio H.G. Tannhaus, senza sapere chi siano i suoi genitori. Nel 2019, Charlotte è una donna di mezza età, sposata con lo psicoterapeuta Peter Doppler, da cui ha due figlie. Consapevole che il marito la tradisce frequentemente con una prostituta transessuale, Charlotte è ormai intrappolata in un matrimonio farsa, tanto che i due dormono in stanze separate. In qualità di capo della polizia di Winden, Charlotte indaga sulla scomparsa di diversi ragazzini avvenuta nel corso dell’autunno 2019, e si rende presto conto di stare assistendo a una ripetizione di ciò che accadde nella cittadina trentatré anni prima.
Charlotte è interpretata da Stephanie Amarell (ragazza) e Karoline Eichhorn (adulta), ed è doppiata in italiano da Costanza Di Giacomo (ragazza) e Roberta Pellini (adulta).

### Franziska Doppler
Figlia maggiore di Peter e Charlotte e sorella di Elisabeth.
Nel 2019, Franziska è una studentessa del liceo di Winden. Conosciuta per essere una ragazza diligente e brillante negli studi, Franziska nasconde un carattere tormentato e ribelle. Scoperta la relazione clandestina tra il padre e la prostituta transessuale Bernardette, e avendo capito che i suoi genitori nascondono alle figlie la crisi del loro matrimonio, Franziska decide di fuggire da Winden. Inizia pertanto a vendere a Bernadette stessa ricette mediche per la terapia ormonale, in modo da avere soldi a sufficienza per partire. Nel frattempo instaura una relazione con il coetaneo Magnus Nielsen e rimane con lui coinvolta nei misteriosi eventi che hanno luogo nella cittadina.
Nel 1921 è presente una Franziska di mezza età, membro della setta Sic Mundus, che controlla i viaggi nel tempo a Winden.
Franziska è interpretata da Gina Stiebitz (ragazza) e Carina Wiese (adulta), ed è doppiata in italiano da Emanuela Ionica (ragazza).

### Elisabeth Doppler
Figlia minore di Peter e Charlotte e sorella di Franziska. È sorda. 
Nel 2019, Elisabeth è una bambina che frequenta una scuola per sordi insieme al suo "fidanzato" Yasin Friese. Nel corso dell’autunno 2019, diversi ragazzini di Winden scompaiono, tra cui lo stesso Yasin. Nel frattempo, Elisabeth viene avvicinata dal misterioso prete Noah, che le dona un orologio tascabile su cui sono incise le parole “Per Charlotte”, ovvero il nome della madre di Elisabeth. 
Trentatré anni dopo, in una Winden apocalittica, Elisabeth è a capo di un gruppo di fanatici che attendono l’arrivo della setta Sic Mundus che ritengono porterà loro alla salvezza. Il gruppo protegge le rovine della centrale nucleare di Winden e uccide chiunque tenti di entrarvi. Soltanto Elisabeth sa che nella centrale è nascosto un portale spaziotemporale. 
Elisabeth è interpretata da Carlotta von Falkenhayn (bambina) e Sandra Borgmann (adulta).

### Helge Doppler
Figlio di Bernd e Greta, padre di Peter.
Nel 1953, Helge è un bambino debole e insicuro, tormentato dai bulli e trattato con freddezza dalla madre Greta: quest’ultima è consapevole che Helge non è figlio di suo marito. Nel mese di novembre, giunge dal futuro Ulrich Nielsen, il quale è consapevole che Helge da adulto sarà la causa della morte di numerosi ragazzini a Winden. Pertanto Ulrich cerca di uccidere il bambino, colpendolo ripetutamente con un sasso: Helge sopravvivrà, ma si ritroverà privo di un orecchio. Rinchiuso nel bunker della sua famiglia, Helge si ritrova assorbito in uno strappo nello spaziotempo, che sarà la causa del suo incontro con il prete Noah.
Nel 1986, Helge vive ancora a Winden e svolge la professione di custode nella centrale nucleare di suo padre Bernd. Ha un figlio che vive fuori da Winden, Peter, con cui non ha alcun rapporto. In questo periodo viene convinto da Noah a viaggiare con lui nel tempo tra gli anni 1953, 1986 e 2019, e commettere numerosi rapimenti e omicidi ai danni dei ragazzini di Winden.
Nel 2019, Helge soffre di demenza e vive in una casa di riposo. Quando alcuni ragazzini di Winden iniziano a scomparire, Helge capisce che è opera del se stesso di trentatré anni prima e cerca confusamente di mettere in guardia sua nuora Charlotte, capo della polizia, che la storia sta per ripetersi.
Helge è interpretato da: Tom Philip (bambino), Peter Schneider (adulto) e Hermann Beyer (anziano), ed è doppiato in italiano da Emanuele Suarez (bambino) e Gerolamo Alchieri (adulto e anziano).

### Bernd Doppler
Marito di Greta e padre di Helge.
Nel 1953, Bernd è un ricco imprenditore che cerca di ottenere il permesso per la costruzione di una centrale nucleare a Winden. Vive con sua moglie Greta e il figlio Helge, che Bernd adora, a differenza della moglie, la quale è consapevole che Helge non è davvero figlio di Bernd. 
Nel 1986, Bernd è anziano e costretto su una sedia a rotelle. Nel novembre del 1986, dopo più di trent’anni a capo della centrale nucleare, Bernd cede la direzione a Claudia Tiedemann. Questa scopre subito che Bernd ha tenuto nascosto un incidente avvenuto nella centrale pochi mesi prima: l’uomo le rivelerà di tenere nascosti numerosi barili pieni di rifiuti tossici nelle caverne di Winden. 
Bernd è interpretato da Anatole Taubman (adulto) e Michael Mendl (anziano), ed è doppiato in italiano da Franco Zucca (adulto e anziano).

### Greta Doppler
Moglie di Bernd e madre di Helge.
Greta è una donna religiosa e dalle idee fortemente conservatrici. Vive in una grande casa a Winden con il marito e il figlio. Tratta con rigore e freddezza il figlio Helge, sapendo che non è figlio di suo marito, e spera segretamente che il bambino sparisca. Quando, nel 1953, Helge effettivamente sparirà misteriosamente, Greta si sentirà tormentata dai sensi di colpa.
Greta Doppler è interpretata da Cordelia Wege, ed è doppiata in italiano da Valeria Vidali.

## Famiglia Tiedemann

### Regina Tiedemann
Figlia di Claudia, moglie di Alexander e madre di Bartosz.
Nel 1986, Regina è una fragile ragazzina tenuta in disparte dai coetanei e spesso sottoposta ad atti di bullismo a opera di Ulrich Nielsen e della sua fidanzata Katharina Albers. Regina vive con sua madre Claudia, la quale la tratta con superficialità e freddezza, e non ha mai saputo chi sia suo padre. Un giorno, durante un ennesimo atto di bullismo da parte di Ulrich e Katharina, Regina viene salvata da un misterioso ragazzo non originario di Winden, Aleksander Köhler, con il quale si fidanzerà poco tempo dopo.
Nel 2019, Regina è felicemente sposata con Alexander, da cui ha un figlio, Bartosz, ma prova ancora un feroce odio nei confronti di Katharina e Ulrich. Gestisce l’hotel di Winden, ma si ritrova presto senza clientela quando diversi ragazzini a Winden iniziano a scomparire. Nello stesso periodo scopre di essere mortalmente ammalata di cancro.
Regina è interpretata da Lydia Maria Makrides (ragazza) e Deborah Kaufmann (adulta), ed è doppiata in italiano da Elena Liberati (ragazza) ed Emilia Costa (adulta).

### Aleksander Tiedemann
Marito di Regina e padre di Bartosz. 
Nato Boris Niewald, giunge a Winden nel 1986, ferito e armato di pistola, usando il nome fittizio di Aleksander Köhler. Dopo aver salvato Regina Tiedeman dall’ennesimo atto di bullismo a opera di Ulrich Nielsen e Katharina Albers, Alexander si innamorerà in fretta della ragazza. In seguito, Aleksander nasconde nel bosco una busta contenente la pistola ed il suo vecchio passaporto; tuttavia, Hannah Krüger, che lo stava spiando, recupera la busta. Alexander chiede un posto di lavoro alla madre di Regina, Claudia, direttrice della centrale nucleare di Winden, e questa gli dà subito il compito di sigillare il passaggio che dalla centrale porta alle grotte di Winden, nel quale sono nascosti diversi barili di rifiuti tossici.
Nel 2019, Alexander è sposato con Regina da cui ha preso il cognome. Divenuto il nuovo direttore della centrale, Alexander è uno degli uomini più ricchi e potenti di Winden. Quando diversi ragazzini di Winden spariscono misteriosamente nei pressi delle grotte, Alexander impedisce alla polizia di indagare nella sua centrale, temendo che scoprano i rifiuti tossici nascosti. Nel frattempo, viene ricattato da Hannah tramite i vecchi documenti che lo identificano come Boris Niewald: la richiesta di Hannah è di usare la sua influenza per rovinare la vita di Ulrich Nielsen.
Aleksander è interpretato da Béla Gabor Lenz (ragazzo) e Peter Benedict (adulto), ed è doppiato in italiano da Pasquale Anselmo (adulto). 

### Bartosz Tiedemann
Figlio di Regina e Alexander.
Nel 2019, Bartosz è uno studente del liceo di Winden, migliore amico di Jonas Kanwald e fidanzato di Martha Nielsen, ma il rapporto con entrambi si corrode quando Jonas e Martha si accorgono di essere innamorati. Quando diversi ragazzini a Winden iniziano a scomparire, Bartosz viene contattato dal diretto responsabile, il prete Noah, che lo istruisce circa i viaggi nel tempo e lo porta dalla sua parte.
Nel 1921 è presente un Bartosz di mezza età, membro della setta Sic Mundus che controlla i viaggi nel tempo a Winden, ma è dubbioso circa la “salvezza” promessa dal leader Adam.
Bartosz è interpretato da Paul Lux (ragazzo) e Roman Knizka (adulto), ed è doppiato in italiano da Davide Capone (ragazzo) e Emiliano Ragno (adulto).

### Claudia Tiedemann
Figlia di Egon e Doris, madre di Regina. Ha la peculiarità di avere un occhio marrone e uno azzurro.
Nel 1953, Claudia è una studentessa modello estremamente dotata, tanto che i genitori decidono di mettere in affitto una stanza della loro grande casa per poterle pagare l’università. La stanza viene presa da Agnes Nielsen e il figlio Tronte, coetaneo di Claudia. I due iniziano presto a flirtare, ma poco tempo dopo, Tronte si sentirà attratto anche da Jana, un’amica di Claudia. Un giorno la sua amata cagnolina Gretchen entra nelle grotte di Winden senza più ricomparire.
Nel 1986, Claudia è una donna in carriera e una madre single; ella stessa non è sicura di chi sia il padre di sua figlia Regina, pur avendo una relazione clandestina con Tronte, che nel frattempo è diventato il marito di Jana. Divenuta la prima direttrice donna della centrale nucleare di Winden, Claudia è completamente assorbita dal suo lavoro, arrivando a trascurare sua figlia e il suo anziano padre. Claudia scopre presto che il precedente direttore ha tenuto nascosto un grave incidente avvenuto nella centrale pochi mesi prima e viene a sapere che nelle caverne di Winden, in un tunnel vicino alla centrale, solo nascosti numerosi barili di rifiuti tossici. Proprio in questo tunnel, Claudia ritrova Gretchen, ancora viva dopo tre decenni.
Trentatré anni dopo, Claudia è un’anziana viaggiatrice del tempo proveniente dall’apocalittica Winden del 2052. L’eleganza impeccabile che aveva da giovane è del tutto sparita, lasciando spazio a un aspetto estremamente trasandato. Claudia viaggia tra gli anni 1953, 1986 e 2019, facendo in modo che gli eventi predetti nel diario che porta sempre con sé abbiano luogo e facendo da mentore a diversi personaggi, senza essere mai del tutto chiara sul suo obiettivo finale.
Claudia è interpretata da Gwendolyn Göbel (ragazza), Julika Jenkins (adulta) e Lisa Kreuzer (anziana), ed è doppiata in italiano da Allegra Trenta (ragazza) e Isabella Pasanisi (adulta e anziana).

### Egon Tiedemann
Marito di Doris e padre di Claudia.
Nel 1953, Egon è un poliziotto di Winden che indaga sui cadaveri di due bambini trovati nei pressi del sito dove è prevista la costruzione della centrale nucleare. Poco tempo dopo, il piccolo Helge Doppler scompare misteriosamente: Egon trova un uomo coperto di sangue che afferma di aver ucciso Helge. Egon, che non saprà mai di trovarsi di fronte a Ulrich Nielsen, un uomo proveniente dal 2019, lo arresta sia per la scomparsa di Helge che per l’omicidio dei due bambini, benché Ulrich neghi di averli uccisi.
Nel 1986, Egon è il capo della polizia di Winden, sebbene la sua carriera sia stata rovinata da una lunga storia di alcolismo. È vedovo e ha pochi contatti con sua figlia Claudia, del tutto assorbita dal suo lavoro. Ormai prossimo al pensionamento, Egon si ritrova a investigare sugli strani eventi che hanno luogo nell’autunno 1986, a partire dalla scomparsa di Mads Nielsen, un ragazzino che Egon non riuscirà mai a ritrovare, e l’improvvisa e simultanea morte di numerosi animali. L’uomo sviluppa una crescente ostilità nei confronti del fratello di Mads, Ulrich, ritenendolo un satanista a causa della sua passione per il black metal, musica che Egon non comprende. Egon non sa che il ragazzo diventerà l’uomo che lui ha arrestato trentatré anni prima. Quando Hannah Krüger accusa Ulrich di aver violentato la sua fidanzata Katharina, Egon del tutto convinto della colpevolezza del ragazzo, lo arresta subito. La testimonianza di Katharina, tuttavia, costringe Egon a liberare Ulrich.
Egon è interpretato da Sebastian Hülk (adulto) e Christian Pätzold (anziano), ed è doppiato in italiano da Simone D'Andrea (adulto) e Bruno Alessandro (anziano).

### Doris Tiedemann
Moglie di Egon e madre di Claudia. 
Nell’autunno 1953, per poter pagare l’università alla figlia Claudia, Doris e il marito mettono in affitto una stanza della loro grande casa. La stanza viene presa dall’enigmatica Agnes Nielsen e dal figlio Tronte. Doris si innamorerà in fretta di Agnes e le due diventeranno amanti.
Doris Tiedemann è interpretata da Luise Heyer, ed è doppiata in italiano da Lavinia Cipriani. 

### Silja Tiedemann
Misteriosa ragazza che vive nell’apocalittica Winden del biennio 2052-2053. Il suo nome non viene rivelato prima degli ultimi episodi della serie. Fa parte di un gruppo di fanatici che venera la setta Sic Mundus e aspetta che questa si manifesti per portare tutti in paradiso. Funge da braccio destro e interprete alla sordomuta Elisabeth Doppler, capo dei fanatici. 
Silja è interpretata da Aurora Dervisi (bambina), Lea van Acken (ragazza) e Lissy Pernthaler (adulta), ed è doppiata in italiano da Elena Perino (ragazza).

## Altri personaggi

### Noah
Fratello di Agnes Nielsen, parroco di Winden nel 1953.
Nato col nome di Hanno nel 1904, viene presto integrato nel Sic Mundus, la setta che controlla i viaggi nel tempo a Winden, sviluppando una fede cieca nei confronti del capo Adam, che promette ai suoi seguaci di dare loro accesso al Paradiso. Adam cambia il nome di Hanno in Noah e, nel 1921, gli fa uccidere il padre, a sua volta membro della setta, ma sempre più dubbioso circa l’operato di Adam.
Da adulto, Noah è un viaggiatore del tempo e un membro chiave del Sic Mundus. La sua sede è nel 1953, dove ricopre il ruolo di pastore della chiesa di Winden col nome di Hanno Tauber. Viaggia tuttavia anche nel 1986 e nel 2019: in questi anni, con l’aiuto di Helge Doppler, da lui manipolato, rapisce e uccide diversi ragazzini, per poi spostarne i cadaveri in altre epoche storiche. Il suo scopo è mettere in moto gli eventi previsti nel diario un tempo appartenuto a Claudia Tiedemann e riuscire a sottrarre a questa le ultime pagine del diario, da lei precedentemente strappate.
Noah è interpretato da Max Schimmelpfennig (ragazzo) e Mark Waschke (adulto), ed è doppiato in italiano da Leonardo Graziano (adulto).

### H.G. Tannhaus
Nonno di Charlotte Doppler. È un orologiaio di Winden, nonché uno studioso della teoria del viaggio nel tempo. 
Nel 1953, Tannhaus riceve da alcuni visitatori varie prove dell’esistenza dei viaggi nel tempo: lo smartphone di Ulrich Nielsen, proveniente dal 2019, e, da parte dell’anziana Claudia Tiedemann, un progetto per la costruzione della macchina del tempo da lei stessa usata per raggiungerlo. Un anno dopo, Claudia si ripresenta e gli consegna un libro sui viaggi nel tempo, di cui lui stesso è l’autore e che verrà pubblicato nel 1981. Secondo lo stesso Tannhaus, il libro è un esempio di “paradosso di Bootstrap”, in quanto per scriverlo ha solo dovuto copiare ciò che il futuro se stesso aveva già scritto.
Nel corso degli anni, la macchina del tempo costruita grazie al progetto fornitogli da Claudia verrà usata da diversi personaggi per spostarsi in avanti e a ritroso nel tempo; il suo libro, invece, nonostante lo scarso successo commerciale, diventerà fonte di ispirazione per diversi viaggiatori del tempo. Nel 1986, Tannhaus ha una nipote adolescente, Charlotte, che vive insieme a lui e alla quale non ha mai rivelato alcuna informazione sui suoi genitori.
H.G. Tannhaus è interpretato da Arnd Klawitter (adulto) e Christian Steyer (anziano), ed è doppiato in italiano da Gabriele Lopez (adulto) e Giorgio Lopez (anziano).

### Torben Wöller
Fratello di Bernadette, Torben è un poliziotto di Winden. Il suo occhio destro è coperto da una benda a causa di un ignoto incidente. Nel 2019 è coinvolto nelle indagini sui ragazzini scomparsi nell’autunno di quello stesso anno. Nel frattempo aiuta il capo della centrale, Alexander Tiedemann, ad occultare barili pieni di rifiuti tossici. 
Torben è interpretato da Leopold Hornung, ed è doppiato in italiano da Guido Di Naccio.

### Bernadette Wöller
Sorella di Torben Wöller, è una prostituta transessuale, che vive in un camper nei pressi del bosco di Winden. Intrattiene una relazione segreta con Peter Doppler. In seguito, la stessa figlia di Peter, Franziska, venderà a Bernardette ricette per la cura ormonale.
Bernadette è interpretata da Anton Rubtsov, ed è doppiata in italiano da Francesco Monachesi.

### Yasin Friese
È un bambino sordomuto, compagno di classe e "fidanzato" di Elisabeth Doppler. Nel novembre 2019, viene rapito e ucciso da Noah ed Helge Doppler, e il suo cadavere spedito nel 1953.
Yasin è interpretato da Vico Mücke.

### Jasmin Trewen
Segretaria di Claudia Tiedemann negli anni 1986-1987. Subito si dichiara felice di vedere una donna a capo di una centrale nucleare e ammira la professionalità e il successo di Claudia. Quando Claudia rimane coinvolta nei misteriosi eventi della sua cittadina, Jasmin assiste con sconcerto alla crescente trascuratezza e distrazione sul lavoro della sua superiore.
Jasmin è interpretata da Lea Willkowsky.

### Erik Obendorf
Figlio di Jürgen e Ulla, fratello minore di Killian. È un ragazzino di Winden misteriosamente scomparso nell’ottobre 2019. È conosciuto per essere un ragazzo difficile, dedito allo spaccio di droga.
Erik è interpretato da Paul Radom.

### Jürgen Obendorf
Marito di Ulla e padre di Erik e Killian. È sospettato da Ulrich svolgere attività illecite per il direttore della centrale Alexander Tiedemann.
Jürgen è interpretato da Tom Jahn, ed è doppiato in italiano da Antonio Palumbo. 

### Ulla Obendorf
Moglie di Jürgen e madre di Erik e Killian. Compare solo nel primo episodio, disperata per la scomparsa di suo figlio Erik.
Ulla è interpretata da Jennipher Antoni, doppiata da Daniela Abbruzzese. 

### Killian Oberndorf
Figlio di Jürgen e Ulla, fratello maggiore di Erik, è uno studente del liceo di Winden, appassionato di teatro. Nella realtà alternativa di Eva, Killian è fidanzato con Martha Nielsen.
Killian è interpretato da Sammy Scheuritzel ed è doppiato in italiano da Gabriele Vender. 

### Clausen
È un ispettore proveniente da Marburgo, che giunge a Winden nel giugno 2020 per indagare sulle numerose scomparse avvenute nell’autunno 2019. È un uomo bizzarro, che spesso inserisce citazioni colte (soprattutto di Freud) nei suoi discorsi. Appena arrivato, rimane presto frustrato dalla palese reticenza e mancanza di sincerità dei cittadini di Winden, quando egli cerca di portare avanti le indagini.
La sua presenza a Winden ha un secondo fine: Clausen sospetta che il capo della centrale nucleare Alexander Tiedemann sia il responsabile della morte di suo fratello nel 1986. 
Clausen è interpretato da Sylvester Groth, e doppiato in italiano da Stefano De Sando.

### Helene Albers
Madre di Katharina. Nel 1954, Helene è una ragazzina che rimane incinta a soli dodici anni e abortisce clandestinamente. Trentatré anni dopo, Helene è un’infermiera che lavora nella clinica psichiatrica di Winden. Vive con sua figlia Katharina, che Helene sottopone a frequenti maltrattamenti fisici e psicologici.
Helene è interpretata da Mariella Josephine Aumann (bambina) e Katharina Spiering (adulta).

### LoSconosciuto
È un enigmatico personaggio proveniente dal mondo alternativo di Eva. Non ha nome (viene spesso identificato dal simbolo dell’infinito) e ha una vistosa cicatrice sul labbro. Le sue versioni bambino, adulto e anziano si muovono sempre insieme, viaggiando in diverse epoche di entrambi i mondi, al fine di mettere in moto diversi eventi necessari alla preservazione del loop temporale.
Lo Sconosciuto è interpretato da Claude Heinrich (bambino), Jakob Diehl (adulto) e Hans Diehl (anziano), ed è doppiato in italiano da Emiliano Coltorti (adulto).

### Gustav Tannhaus
Antenato di H.G. Tannhaus. È un ricco industriale, nonché figlio di uno dei fondatori della setta Sic Mundus, di cui egli stesso fa parte. È cieco fin dall'infanzia. Come suo padre prima di lui, Gustav è ossessionato dal concetto del viaggio nel tempo e la possibilità di sfruttarlo per poter creare un paradiso in Terra. Nel 1888 avrà la prova che i viaggi nel tempo sono possibili, quando si presenteranno alla sua porta dei visitatori provenienti dal 2020.
Gustav è interpretato da Linus Fischer (bambino) e Alex Werner (anziano).

### Marek Tannhaus
Figlio di H.G. Tannhaus. Marek ha un rapporto conflittuale col padre, dal quale si è sempre sentito incompreso, e rifiuta categoricamente di ereditare il suo studio da orologiaio. Nel 1971, Marek muore in un incidente stradale insieme alla moglie Sonja e la figlia Charlotte.
Marek è interpretato da Merlin Rose, ed è doppiato in italiano da Alessio Nissolino.

### Sonja Tannhaus
Moglie di Marek, nuora dell’orologiaio H.G. Tannhaus. Nel 1971, Sonja muore in un incidente d’auto insieme al marito e la loro figlia Charlotte.
Sonja è interpretata da Svenja Jung.